# Ворота

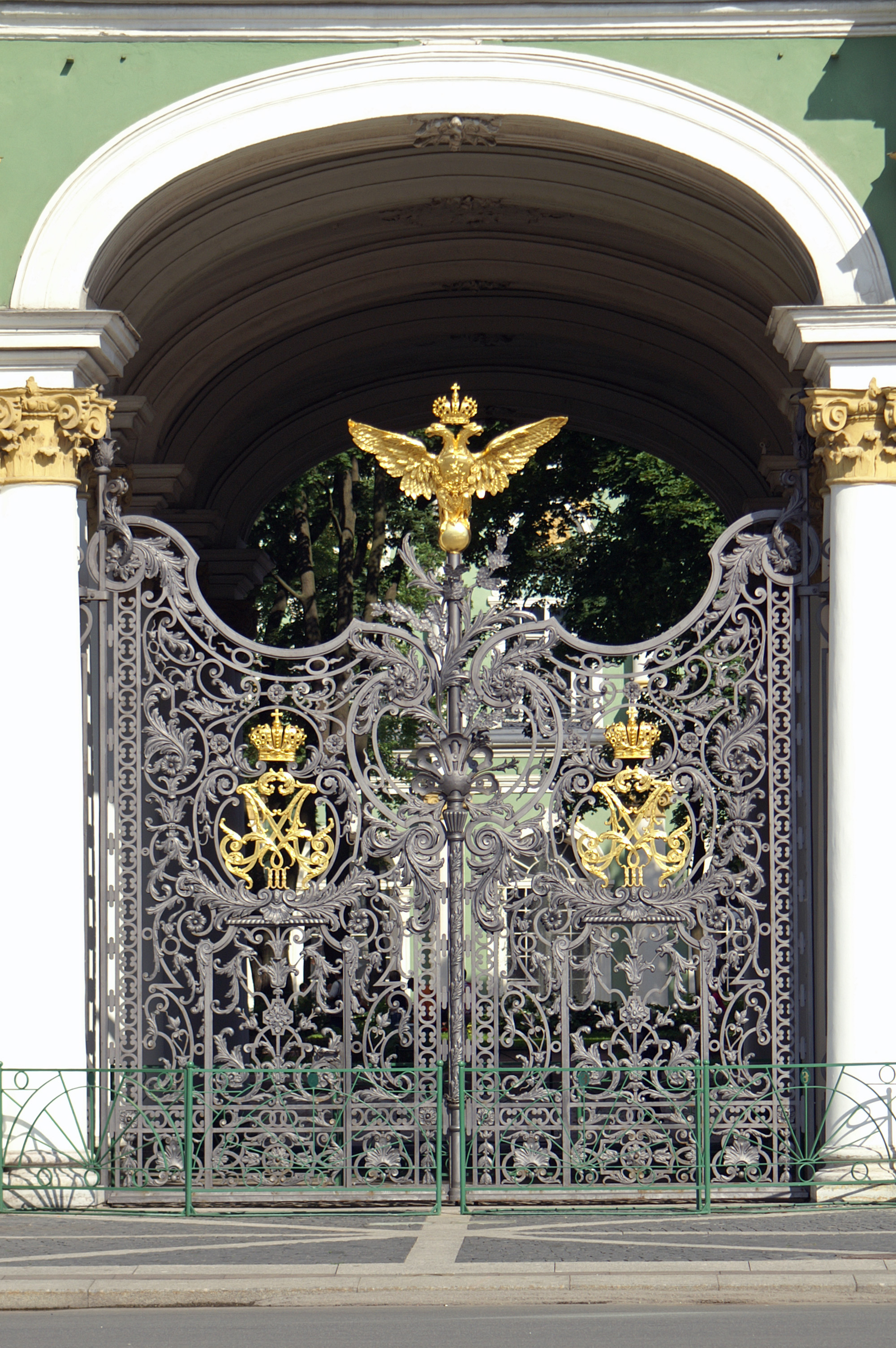
Ворота Зимнего дворца

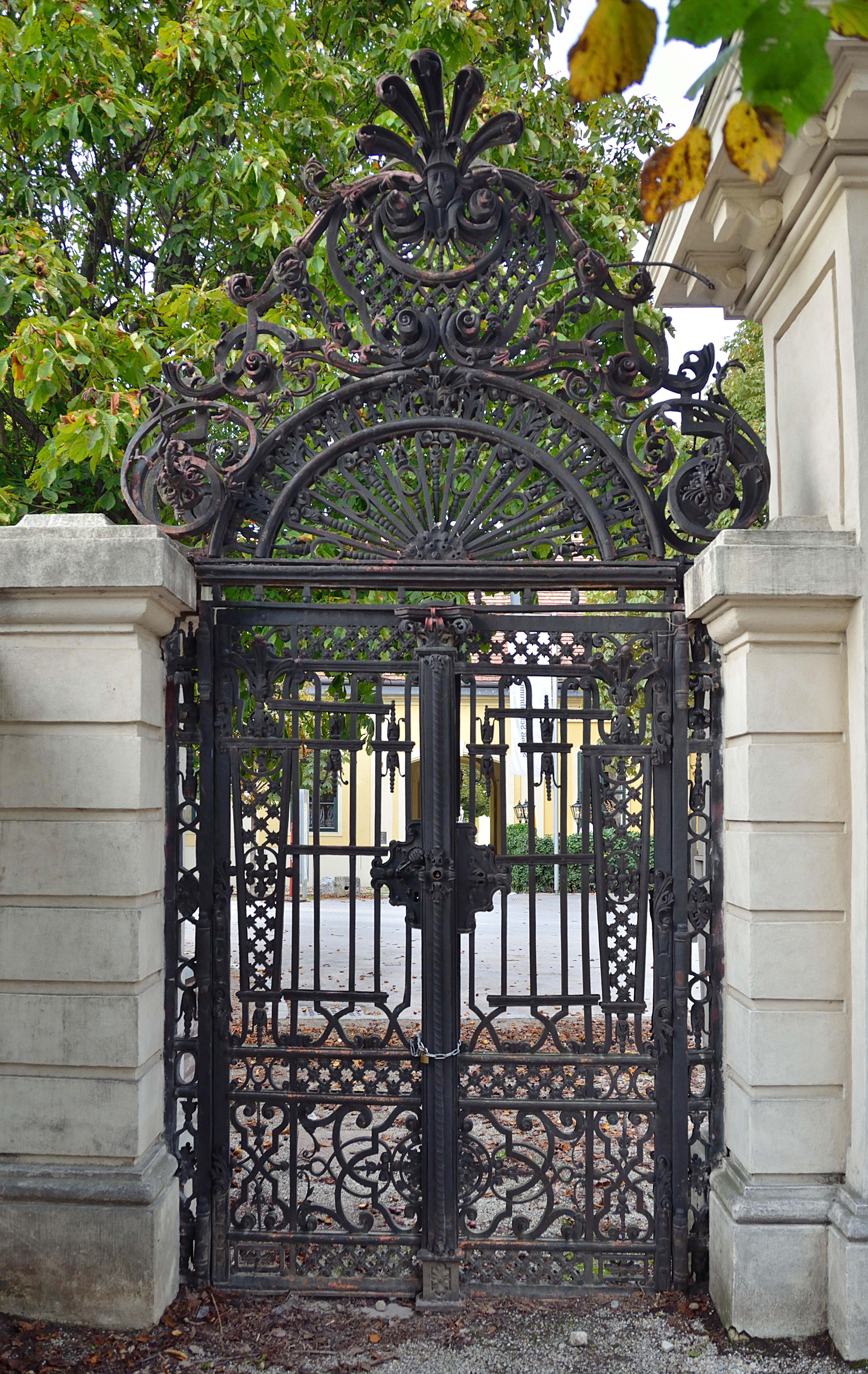
Ворота дворца и садов Шёнбрунн (Вена, Австрия)

Воро́та (устаревшее название — врата́, ворота́) — проход или проезд в стене или ограде, запираемый створами (например, распашными половинками ворот, как простейшими поворотными устройствами, откуда и название).
Ворота могут использоваться для ограничения доступа на определённую территорию, а могут быть чисто элементом декора. Декоративные ворота, как правило, не имеют створов и представляют собой отдельно стоящую арку. Укреплённые ворота являются неотъемлемой частью фортификационного сооружения (крепости и так далее), нередко перед воротами устраивался барбакан — оборонительное сооружение, охранявшее подступ к воротам. Сверху над воротами часто надстраивалась башня. Проход в воротах нередко перекрывался решеткой-катарактой. Ранее, на Руси, стражи при воротах назывались привратники (при вратах). В словарях представлены и другие определения слова:
- Ворота — отверстие, проем в стене или ограде для прохода и проезда; широкие двери для езды («Словарь Даля»)[3].
- Ворота — в древности важнейшее место города, какого теперь не имеет даже центр. Здесь велась торговля, производился суд, собирались собрания, провозглашались пророчества, заключались сделки (Втор. 17:5,8; Руф. 4:1; 3Цар. 22:10). Если неприятель захватывал ворота, город уже не мог устоять[4].

Воротами именовались также сторожевые укрепления на волоковых порубежьях.

## Развитие ворот

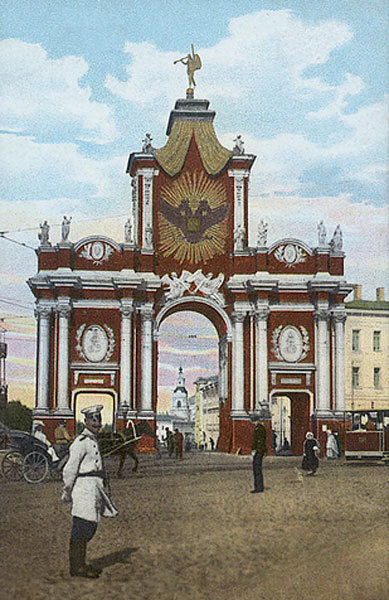
Красные ворота, Москва.

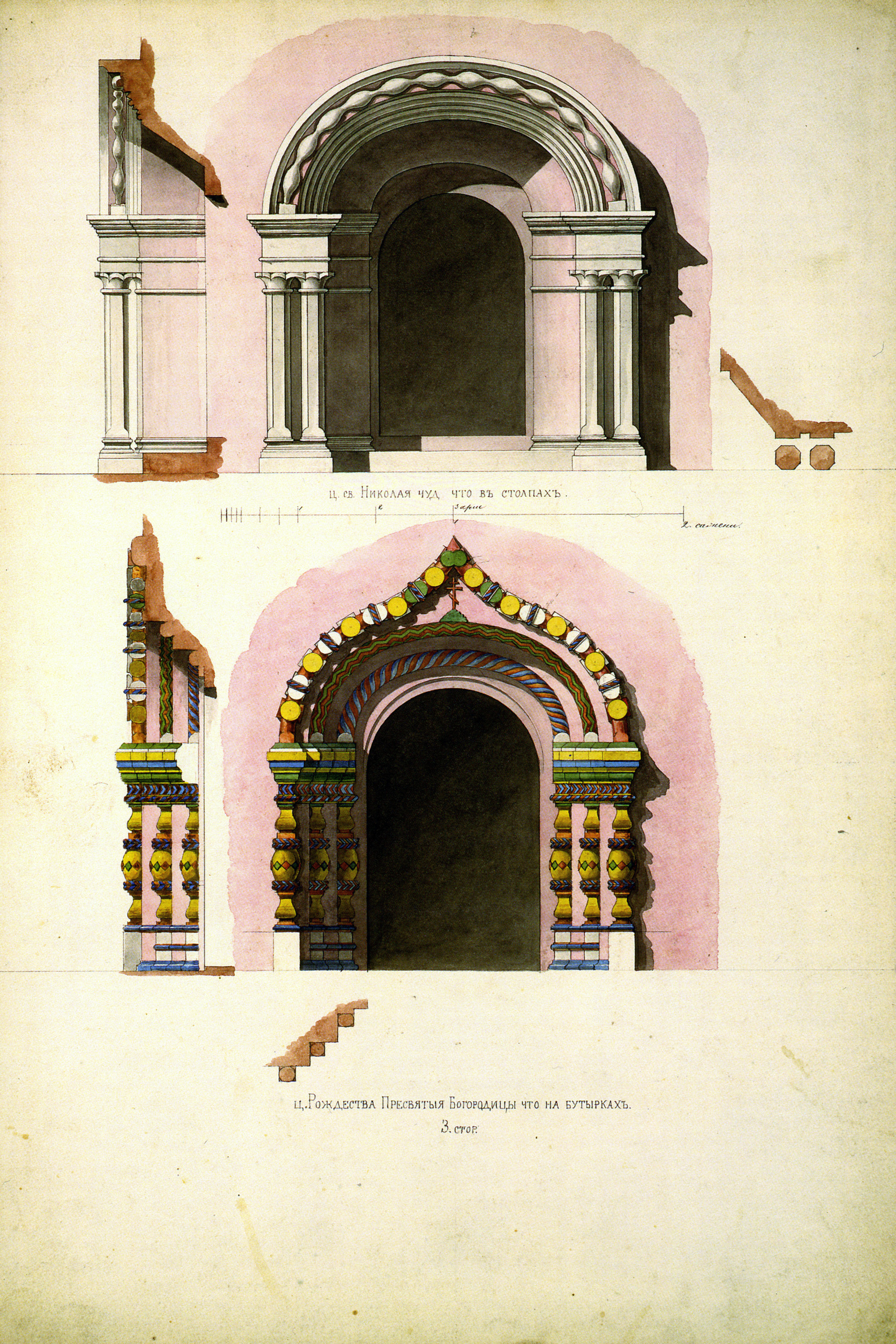
Порталы церквей Москвы XVII века

Прототипом современных ворот можно считать камень, которым древний человек загораживал вход в своё жилище, спасаясь от холода, диких зверей и набегов вражеских племен. Тогда человек начал строить ограждения, неотъемлемой частью которых и стали ворота. Они не отличались изысканным внешним видом, а носили чисто практический характер. Сначала ворота делали из наиболее доступного и недорогого материала — дерева. Позже ворота стали оббивать железом в декоративных целях. В то время такую роскошь могли позволить себе немногие — ведь железо было достаточно дорогим материалом. Потом железо стало дешевле, появились более лёгкие сплавы. И на смену простым деревянным воротам пришли надежные стальные ворота.
Очень отличались от современных ворот ворота, созданные в далёкой античности. Скорее это были просто «большие входы» в каменных сооружениях того времени. Позже, уже в XI веке нашей эры, на территории Древней Руси обрели популярность арочные ворота, состоявшие из двух каменных вертикальных колонн и соединявшей их арки. Такие ворота назывались словом «портал».
В средневековье практически все замки были окружены рвом с водой, и ворота, опускаясь вниз, выполняли роль моста, ведущего в город. Как раз их можно рассматриваться как первые, пусть не автоматические, а полуавтоматические ворота. Такие ворота отличались уже относительной технической сложностью. Существовали также работающие на началах шлюза «воротные комплексы», представляющие собой ограниченный боковыми стенами проход между внешними и внутренними воротами (который простреливался обороняющимися), например, в средневековых замках Англии (англ. Gateway).
В России принцип шлюза использовался в таком виде воротных комплексов как захаб. Городские ворота служили в Русском государстве не только для того, чтобы впускать и выпускать в город и из города людей и грузы, но были ориентированы по сторонам света и использовались для проведения религиозных обрядов. Например, у Красных ворот в Москве встречали и провожали Масленицу, всенародно ели блины. А в русских деревнях ворота имели свою крышу и запирались на засов изнутри. Через них ввозили различные продукты, всевозможные товары, необходимые для поддержания жизни крестьянского дома. Как правило, в крестьянских владениях было двое ворот: фасадные, украшенные резьбой, и задние, которые обыкновенно выходили в огород.

## Символика ворот

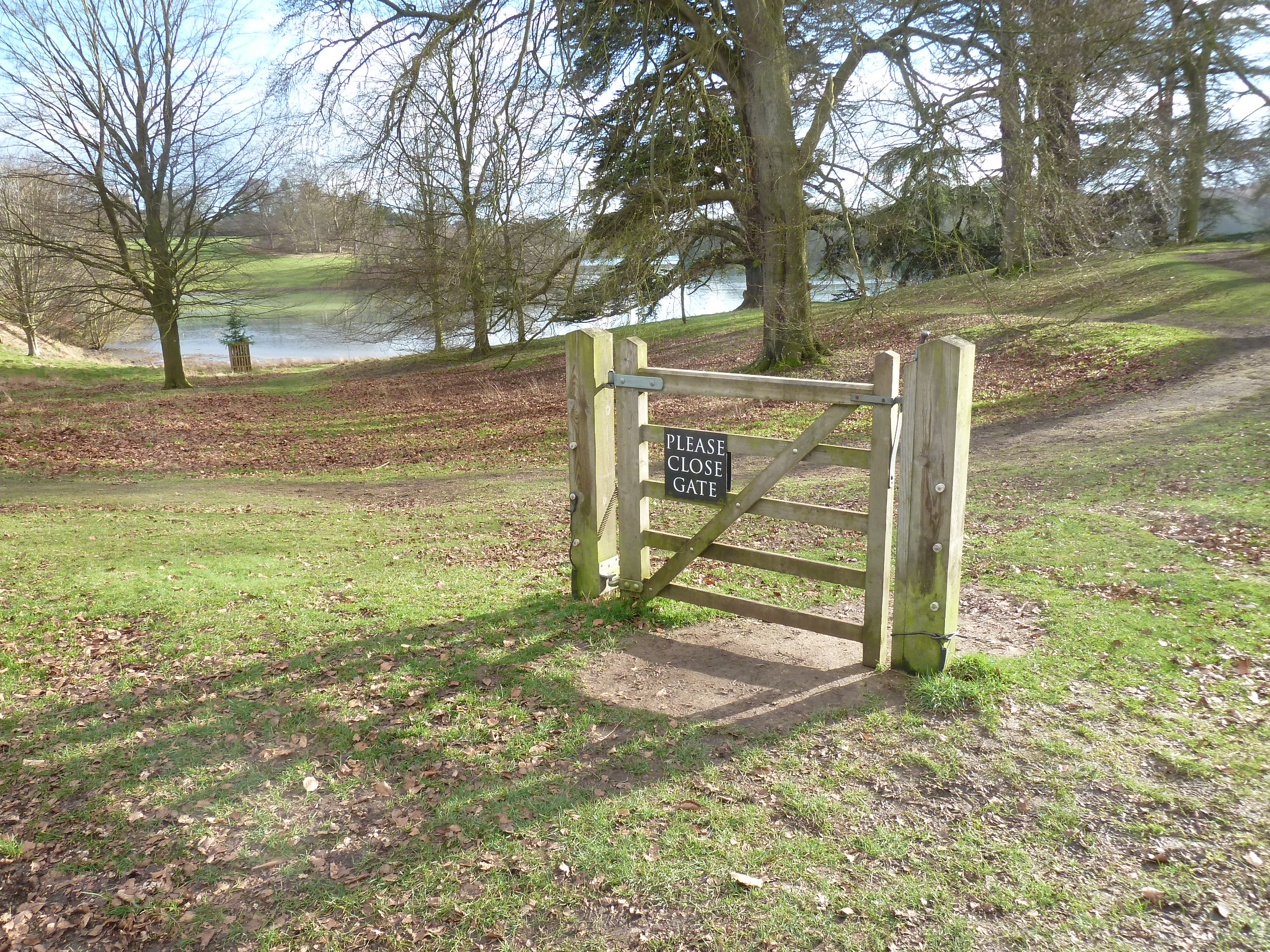
Ворота в английском парке с надписью «Пожалуйста, закройте ворота».

Вхождение в город через ворота символизировало военный триумф. Отсюда возникла традиция строительства триумфальных арок, которые, по сути, являются символическими воротами.
Также ворота являются символом перехода из одного состояния в другое.

## В России
В России ворота устанавливали на столбы, или столбицы. Ворота в один щит, в богатых домах — в два щита с калиткой. Иногда устраивались тройные ворота — с двумя калитками. Ворота покрывались небольшой кровлей с полицами (водостоками). Князёк крыши украшался башенками, шатриками, бочками, резными гребнями. По богато украшенным воротам судили о богатстве хозяина дома.

Клин-9 (1970-е годы). Вид на въездные ворота в военный городок.

После принятия христианства на Руси, над воротами, с наружной и внутренней стороны, стали устанавливать иконы или крест. Например, над Спасскими воротами Спасской башни сохранилась ниша, где висела икона Спас Нерукотворный.

## Ворота в топонимике

### Городские
Городские ворота часто становятся источником названий улиц и площадей. Например в Москве по бывшим воротам Китай-города и Белого города названы площади Арбатские, Варварские, Ильинские, Никитские, Покровские ворота

### Сторожевые
Память о воротах, как сторожевых укреплениях, сохранилась, быть может, в знаменитых богатырских заставах народного эпоса, а также в таких названиях местностей, как, например, Воротец, Воротынец, Воротынск и др., встречающихся на порубежьях (приграничьях).

### Географические
Воротами в Архангельской области были названы морские проливы, где бывает сильное течение. Например:
- Карские Ворота между островами Вайгач и Новой Землей;
- Железные Ворота — между соловецкими островами Большая Муксальма и Малая Муксальма (собственно, не весь этот пролив, а две его оконечности: северная или Большие Железные Ворота и южная или Малые Железные Ворота).
- Железные Ворота — узкий пролив между лудами (каменистые мели) в заливе Белого моря, на пути от Сумского Посада к селению Колежме,
- Железные Ворота — узкий пролив (в 373 м) пролив между островом Мудьюгой и Никольской косой, служащий входом в Сухое море.[9]

Европейские Железные Ворота — сужение в долине Дуная в месте сближения Карпат и Стара-Планины на границе Сербии и Румынии ниже города Оршов. Длина — 15 км, ширина — 162 м.